# Varanda
Varanda es una localidad caboverdiana del municipio de São Miguel.

## Geografía
La localidad está situada en la isla Santiago.

## Organización territorial
La localidad abarca los lugares y barrios de:
- Achada Queimado
- Cantada
- Carreira
- Chã de Paneta
- Cruz
- Cutelinho
- Cutelo Baixo
- Cutelo de Funco
- Cutelo Lopes
- Lém Libeira
- Lém Pereira
- Lugar Grande
- Marmulano
- Mato Grande
- Parede Velho
- Poilão
- Teimada
- Varanda